# Nicholas Trist
Pour l’article homonyme, voir Trist.
Nicholas Philip Trist (né le 2 juin 1800 à Charlottesville et mort le 11 février 1874 à Alexandria) est un avocat, diplomate, planteur et homme d'affaires américain.
Même s'il est rejeté par le président des États-Unis James K. Polk en tant que négociateur avec le gouvernement mexicain, il négocie le traité de Guadalupe Hidalgo en 1848 qui met fin à la guerre américano-mexicaine. Les États-Unis annexent une partie du territoire mexicain et étendent donc considérablement leur propre territoire. Tout ou partie de dix États actuels sont découpés dans cet ancien territoire mexicain.